# Aglaiocercus coelestis
Aglaiocercus coelestis là một loài chim trong họ Chim ruồi.

## Hình ảnh

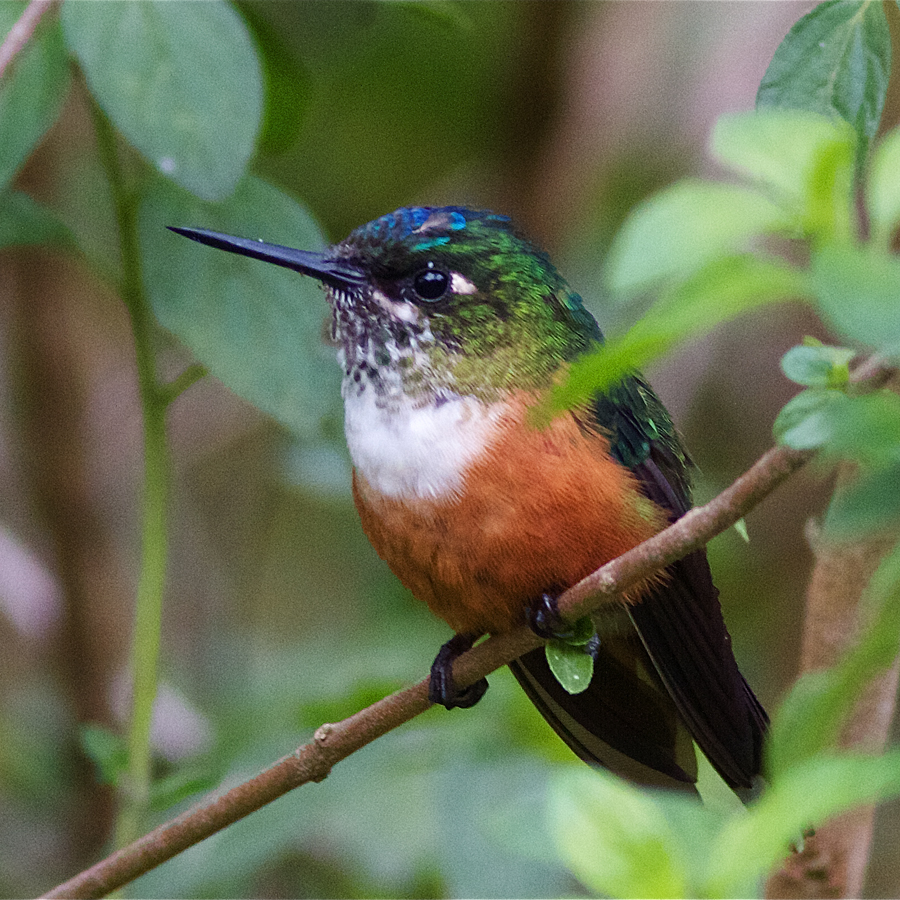
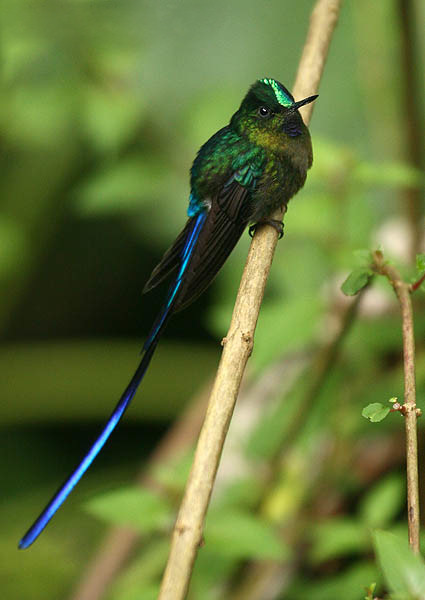